# Honley
Honley är en by i civil parish Holme Valley, i distriktet Kirklees, i grevskapet West Yorkshire, i England. Byn är belägen 6 km från Huddersfield. Byn hade 14 393 invånare år 2021. Honley var en civil parish 1866–1938 när blev den en del av Holmefirth. Civil parish hade 4 611 invånare år 1931. Honley var ett distrikt 1894–1938 när blev den en del av Holmfirth. Byn nämndes i Domedagsboken (Domesday Book) år 1086, och kallades då Hanlei(a).